# هاینکل اچ‌دی ۱۹
هاینکل اچ‌ایی ۱۹ و (به آلمانی: Heinkel HD 19 W) (یا سوانسکا آئرو یی ۴ - 4 Svenska Aero J) یک جنگنده آب‌نشین دوباله تک‌موتوره دوسرنشین بود که توسط شرکت هواپیماسازی آلمانی هاینکل در دهه ۱۹۲۰ میلادی طراحی شد و به صورت تحت لیسانس در سوئد تولید گردید.
هاینکل اچ‌ایی ۱۹ تنها هواگرد دریایی نیروی هوایی سوئد بود.

## طراحی و توسعه
نیروی هوایی سوئد در سال ۱۹۲۶ تشکیل شد و در سال ۱۹۲۷ میلادی سفارشی برای تولید هواگردی جهت دفاع از استحکامات ساحلی و کشتی‌های نیروی دریایی ارائه کرد. در این سفارش لزوم استفاده از موتور بریتانیایی بریستول ژوپیتر ۶ (موتور استاندارد این نیرو) و پیکربندی آب‌نشین تصریح شده بود. این هواگرد یی ۴ نامیده (یی مخفف کلمه یاگت - Jagt - در سوئدی به معنای جنگنده یا شکار) و با توجه به تجربه‌های خوب از هواگردهای پیشین این شرکت، دو فروند از آن در سپتامبر سال ۱۹۲۷ از هاینکل سفارش داده شد.
هاینکل کار بر روی این پروژه را بر مبنای یکی از پروژه‌های پیشین خود تحت عنوان پی ۷۶۹ آغاز کرد. طراحی این هواگرد که اچ‌دی ۱۹ نام گرفت، به گونه ای بود که امکان تعویض سریع و بدون نیاز به ابزار ویژه ارابه فرود خشکی آن با ارابه آب‌نشین وجود داشت. به جهت محدودیت‌های اعمال شده بر آلمان بر اساس پیمان ورسای، دو هواگرد تولید شده غیرنظامی معرفی شدند. اچ‌دی ۱۹ نخستین پرواز آزمایشی خود را بدون مشکل در ماه ژوئیه سال ۱۹۲۸ میلادی در وارنمونده به انجام رساند.
با دریافت این دو هواگرد در ماه اوت سال ۱۹۲۸ میلادی و حصول رضایت از عملکرد آن‌ها، درخواست تولید چهار فروند دیگر این بار در شرکت سوانسکا آئرو آ. ب (وابسته به هاینکل) در خود سوئد صادر گردید. اولین فروند در ماه مه سال ۱۹۲۹ و آخرین آن در ماه سپتامبر همان سال تحویل نیروی هوایی سوئد شد.

## ساختار
اچ‌ایی ۱۹ یک هواگرد دم‌چرخ دوباله با ساختار تلفیقی بود. بدنه فولادی استوانه ای هواگرد در بخش موتور با صفحات آلومینیومی و در مابقی قسمت‌ها با پارچه پوشانده شده بود. جایگاه خدمه روباز و پشت سر یکدیگر بود. امکان نصب تجهیزات کنترل دوگانه برای مقاصد آموزشی نیز وجود داشت. مخزن سوخت درون بدنه و بین موتور و کابین قرار داشت و حد فاصل آن و موتور با یک صفحه ضد آتش جدا شده بود. یک مخزون سوخت اضافه نیز می‌توانست به بال بالا الحاق شود. بال‌های هواگرد از چوب ساخته شده و بیشتر آن‌ها با پارچه پوشیده شده و با میله‌های ان شکل (N) به یکدیگر متصل بودند. هر دو بال دارای شهپر بودند. دم هواگرد نیز فولادی و با پارچه پوشیده شده بود. دو ارابه فرود مخصوص خشکی با میله‌هایی به یکدیگر متصل بودند. مدل آب‌نشین دارای دو ارابه فرود شناور چوبی بود.

## تاریخچه عملیاتی
با توجه به عدم دخیل شدن سوئد در هیچ گونه درگیری نظامی، این هواگرد به خصوص با توجه به آب‌نشین بودن آن کارکرد چندانی نیافت و بیشتر صرفاً به عنوان هواگرد شناسایی یا جهت دهی آتش مورد استفاده قرار گرفت. از یی ۴ (اچ‌دی ۱۹) به مدت نسبتاً طولانی در نیروی هوایی سوئد استفاده گردید. اغلب هواگردها پس از بروز سانحه کنار نهاده می‌شدند. نهایتاً این هواگردها در ماه نوامبر سال ۱۹۳۴ میلادی به بخش ذخیره انتقال یافته یا جهت جا به جایی افراد استفاده گردیدند. آخرین فروند از یی ۴ (اچ‌دی ۱۹) اواخر ماه اوت سال ۱۹۳۷ میلادی به جهت فرسودگی به کلی از خدمت کنار گذاشته شد.

## کاربران
نیروی هوایی سوئد

## مشخصات فنی (مدل آب‌نشین)

### مشخصات عمومی
- خدمه: ۲ نفر
- طول: ۹٫۲۶ متر
- پهنای بال: ۱۱ متر
- ارتفاع: ۳٫۹۱ متر
- مساحت بال: ۳۱٫۶ متر مربع
- بارگیری بال: ۴۷ کیلوگرم بر متر مربع
- وزن خالی: ۱۱۷۵ کیلوگرم
- وزن ناخالص: ۱۷۲۵ کیلوگرم
- نیرومحرکه: یک موتور شعاعی پیستونی ۹ سیلندر بریستول ژوپیتر ۶ خنک شونده با هوا: ۴۲۰ اسب بخار - ۳۱۰ کیلو وات
- ظرفیت سوخت: ۳۹۰ لیتر در مخزن اصلی

### عملکرد
- حداکثر سرعت: ۲۱۵ کیلومتر بر ساعت
- پایاسیر: ۱۸۲ کیلومتر بر ساعت
- سرعت فرود: ۹۶ کیلومتر بر ساعت
- سرعت اوج‌گیری: ۶٫۹ متر بر ثانیه، ۲۰۰۰ متر در ۵ دقیقه، ۵۰۰۰ متر در ۱۷ دقیقه
- حداکثر برد: ۸۳۸ کیلومتر
- حداکثر ارتفاع: ۶۴۰۰ متر

### تسلیحات
- دو مسلسل ثابت ۸ میلی‌متری در جلو و یک مسلسل متحرک ۸ میلی‌متری در پشت